# Castello di Faicchio
Il castello di Faicchio o castello ducale è una architettura di origine normanna sita nel centro storico del comune di Faicchio, in provincia di Benevento.

## Storia
Il castello venne costruito nel XII secolo per volere dei conti Sanframondo in una posizione strategica fra i monti Acero e Gioia ed in una postazione elevata rispetto al corso del fiume Titerno.
Dal 1479 al 1520 fu di proprietà dei Monsorio.
Tra il XV e il XVI secolo i Monsorio sottoposero l'edificio ad un'importante ristrutturazione che gli conferì l'attuale aspetto. I Monsorio restaurarono l'edificio prendendo spunto da Castel Nuovo a Napoli come si evince dalla planimetria, dal prospetto principale e dall'impostazione del cortile interno.
Nel 1612 divenne di proprietà del nobile napoletano Gabriele De Martino, duca di Faicchio, che restaurò nuovamente il castello trasformandolo in una comoda dimora, pur conservando alcune funzioni difensive. Da allora il castello venne chiamato "ducale" in onore del duca de Martino.
Il terremoto del 5 giugno 1688 provocò pochi danni alla struttura dato che nei mesi successivi ospitò il vescovo di Cerreto Sannita mons. Giovanni Battista de Bellis. Quest'ultimo, appena terminate le prime due camere dell'episcopio a Cerreto, andò subito ad abitarle perché la sua presenza nel castello era appena tollerata dal locale feudatario.
Nel XVIII secolo fu restaurata la cappella palatina e fu innalzato il campanile.
Sul finire del 1700, l'ultimo duca a risiedervi fu Salvatore De Martino che non avendo figli maschi, consentì la successione al titolo alla famiglia Zona-Sanniti di Pietramelara, che non vennero mai ad abitare nel castello.
A seguito dell'abolizione del feudalesimo nel 1806 il castello cadde in stato di abbandono.
Negli anni 30 Orazio Rapuano, il podestà dell'epoca, provò ad acquistare un terzo del castello per trasferirvi alcuni uffici comunali, senza però riuscirci data la mancanza di fondi,, nel 1936 sempre Orazio Rapuano sollecitava le autorità competenti per effettuare il recupero del castello o addirittura demolirlo per ampliare Piazza Roma, ma a causa della mancanza di fondi tutto resto così com'era.
Con il passare degli anni il castello continuava ad avversare in uno stato di abbandono tanto che nella torre destra della facciata principale vi fu aperto un bar, e vennero realizzati alcuni manufatti abusivi all'interno del cortile.
Negli anni 1960 è stato recuperato e restaurato dalla famiglia Fragola, che lo riaprì al pubblico il 30 giugno 1966.
Dal 1973 al 1977 ha ospitato la "Libera Università di studi turistici".
Nel 2000 è stato acquistato da un gruppo di imprenditori locali ed attualmente è sede di un albergo ristorante.

## Struttura
Il castello è a pianta trapezoidale con agli angoli tre delle quattro torri cilindriche originarie, una delle quali (quella che guardava verso la collegiata di Santa Maria Assunta) è crollata nei secoli scorsi probabilmente a causa di uno dei tanti terremoti che sono accaduti nella zona. 

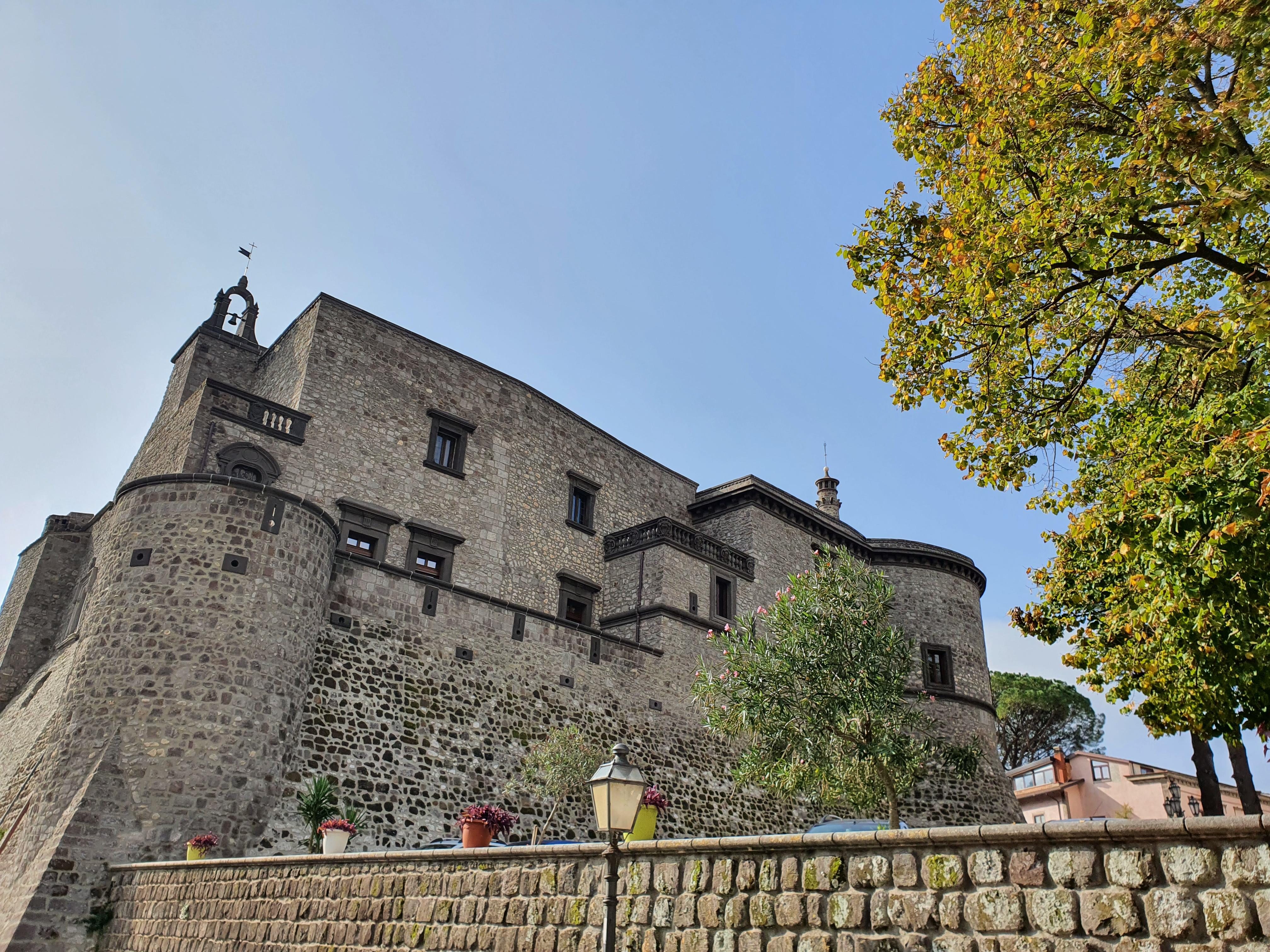
Il prospetto sulla piazza

Due delle tre torri superstiti fanno da cornice all'ingresso, costituito da un grosso portale seicentesco con lo stemma della famiglia De Martino. Il portale era sovrastato originariamente da un loggiato a tre aperture, come si riesce ad evincere dall'intonaco.
Il castello era cinto da un fossato ed era accessibile attraversando un ponte levatoio come si intuisce da due fori che si trovano al di sopra del portale. In questi due fori scorrevano le catene di ferro che venivano usate per alzare o abbassare il ponte levatoio. 
Il cortile interno, come anche il prospetto principale e la planimetria, ricorda Castel Nuovo a Napoli, con a destra il lungo porticato in tufo grigio ed a sinistra la scala esterna che portava al piano nobile. 

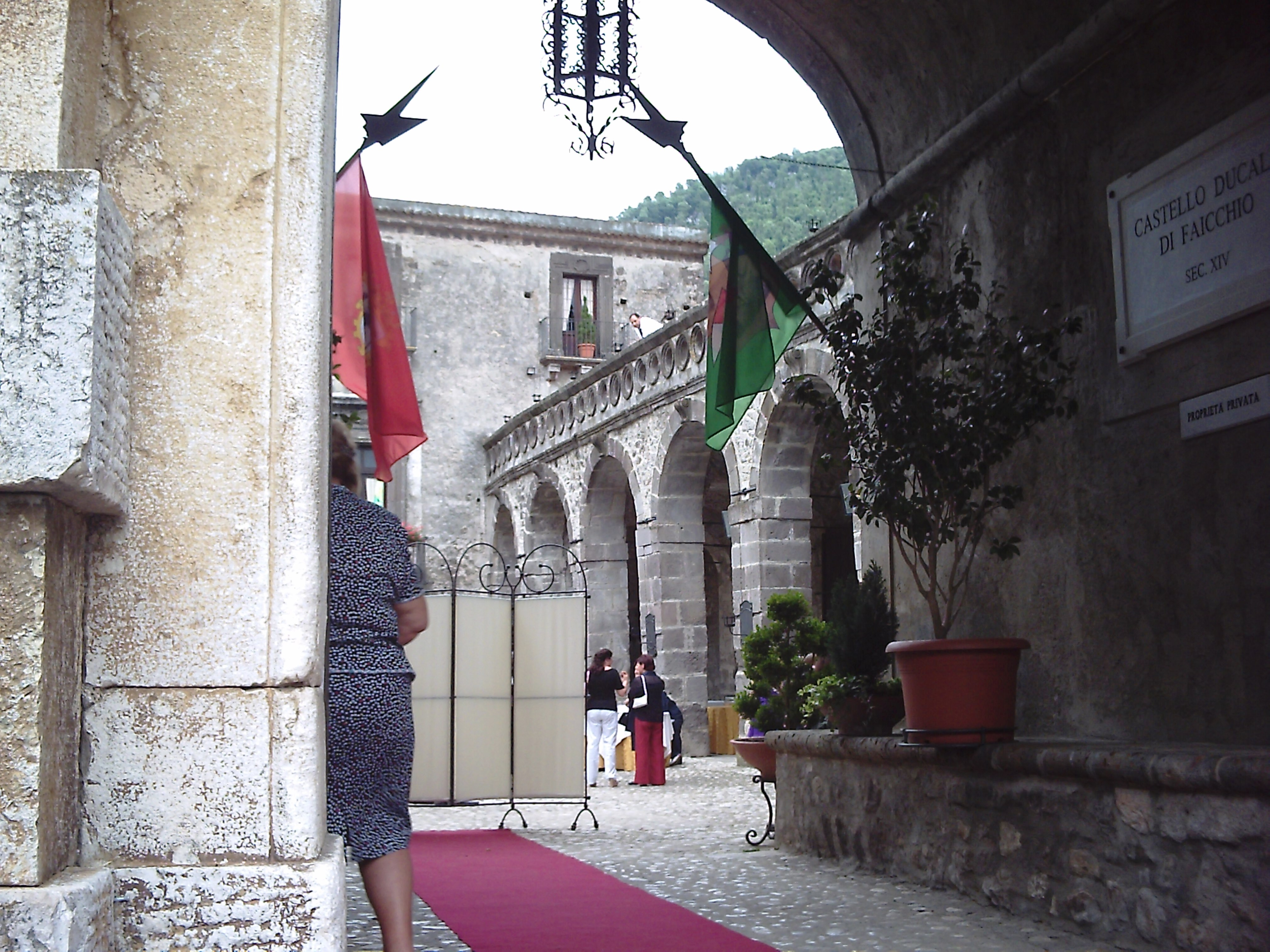
Scorcio del cortile interno

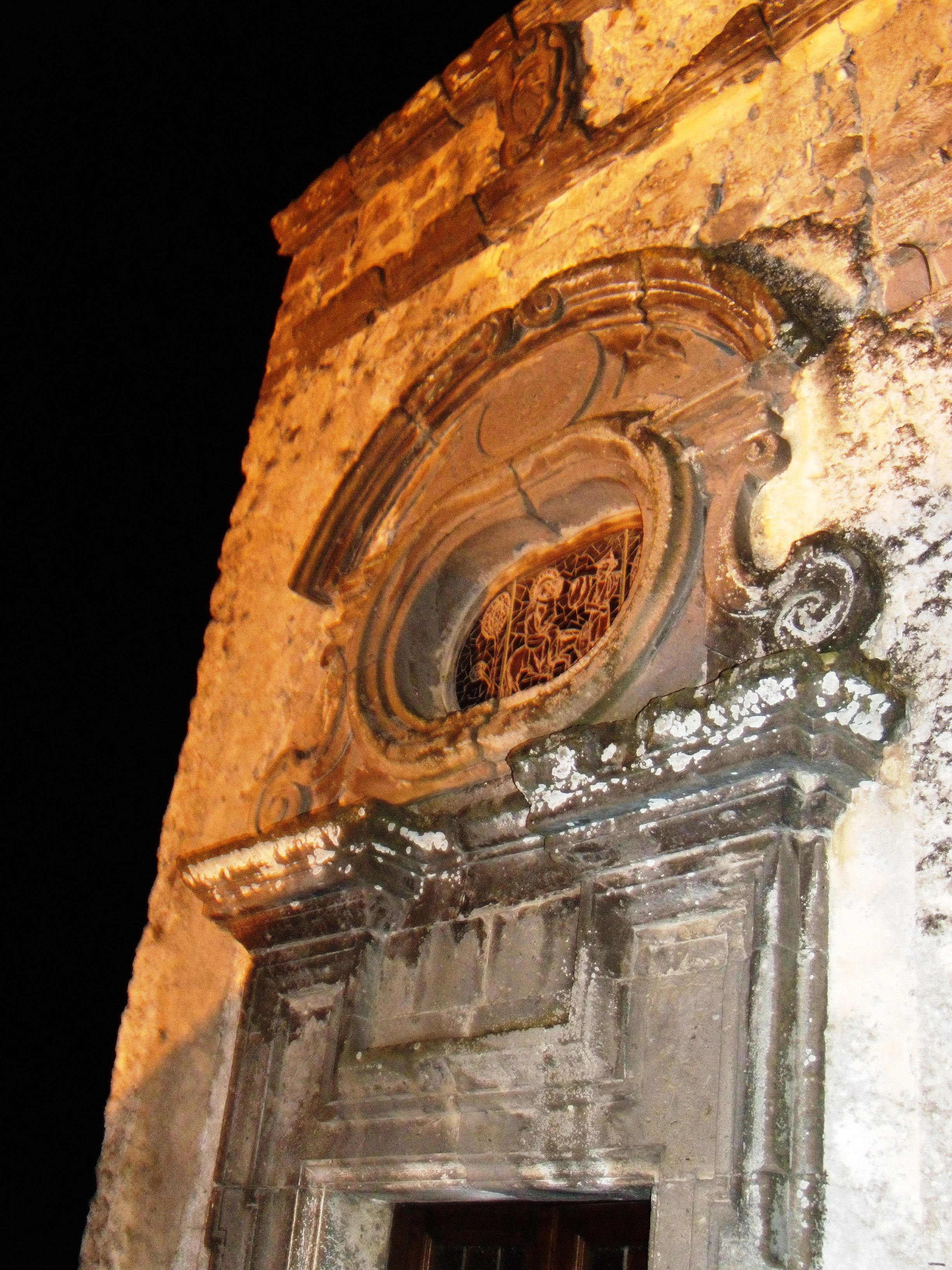
Particolare del prospetto della cappella palatina. Secondo la tradizione popolare al suo interno una botola (ancora oggi esistente) inghiottiva i detenuti.

Dal cortile si può accedere ai sotterranei, molto estesi ma in gran parte impraticabili. 
Al piano terra è sito il carcere dove ancora oggi, nell'intonaco, si possono vedere le scritte incise dai detenuti.
Il prospetto su piazza Roma ha due ordini di terrazze: quello inferiore corrisponde alle sale di rappresentanza mentre quello superiore coincide con gli appartamenti privati.
Nel parapetto della terrazza superiore è incastonato lo stemma della famiglia De Martino, impresso su tufo grigio, materiale largamente usato durante i lavori di restauro voluti dal duca Gabriele De Martino nel 1612.
Nella terrazza inferiore è inclusa la terza torre cilindrica.  Sullo stesso terrazzo si affaccia l'ingresso alla cappella palatina, sovrastata da un campanile aggiunto nel XVIII secolo.
Nella cappella palatina vi è una ricca decorazione di stucchi barocchi che incorniciava un dipinto andato disperso. Secondo la tradizione popolare nella cappella si trovava un quadro raffigurante Santa Barbara che veniva fatto baciare ai condannati dopo le funzioni religiose. Costoro, avvicinandosi al quadro per baciarlo, ponevano a loro insaputa i piedi su di una botola che, aprendosi all'improvviso, li faceva cadere nelle segrete del castello. La botola che secondo la tradizione veniva usata per questo "trabocchetto" è ancora oggi sita nel pavimento della cappella.
Gli interni del castello sono stati arredati con mobili ed oggetti di antiquariato. In particolare, in alcune sale che sovrastano il portale di ingresso, sono conservati dipinti d'epoca, alcuni strumenti musicali antichi ed un presepio del Settecento. In una di queste sale sono ancora visibili tracce di affreschi parietali.
In altri ambienti si possono ammirare pezzi di artiglieria, armi da fuoco e armature d'epoca.